# Elza Pais
Elza Maria Henriques Deus Pais (Mangualde, Chãs de Tavares, 22 de novembro de 1958) é uma política portuguesa, antiga Secretária de Estado da Igualdade do XVIII Governo Constitucional. Foi também coordenadora da estrutura de missão para o Ano Europeu da Igualdade de Oportunidades para Tod@s. 
É também Presidente da Comissão para a Cidadania e Igualdade de Género que veio substituir a Comissão para a Igualdade e Direitos das Mulheres.
É atualmente deputada (XIV legislatura) à Assembleia da República, eleita pelo círculo de Leiria nas listas do PS, depois de ter sido eleita pelo círculo de Viseu na XII legislatura e pelo círculo de Coimbra na XIII legislatura.

## Prémios
- Prémio Arco-Íris 2007 da Associação ILGA Portugal